# جون س. رينولدز
جون س. رينولدز (بالإنجليزية: John C. Reynolds)‏ هو عالم حاسوب ومهندس أمريكي، ولد في 1 يونيو 1935 في الولايات المتحدة، وتوفي بنفس المكان في 28 أبريل 2013.